# Restaurant universitaire
Pour les articles homonymes, voir RU.
 (septembre 2024).
Un restaurant universitaire (familièrement appelé en France resto U ou RU) est une cantine, un lieu de restauration collective destiné aux étudiants.
Un restaurant universitaire est généralement organisé sous forme de cafétéria, avec un système de libre-service qui permet à chaque étudiant de choisir les plats qui composeront son menu en les déposant sur un plateau. À la fin du repas, l'étudiant doit également assurer la desserte en déposant son plateau à l'entrée du service de plonge. Cette organisation permet d'économiser les frais de personnel, en évitant d'avoir à assurer un service de table.

## Histoire

### En France
Le premier restaurant universitaire de France, La Gallia, est créé en 1927 à Strasbourg par des étudiants de l'université de Strasbourg, en s'inspirant du modèle allemand. Les premiers restaurants qui se développent à sa suite sont également gérés par des associations estudiantines. La Gallia demeure ouvert depuis lors. Plusieurs restaurants universitaires ouvrent dans les années 1940 et suivantes, à la faveur de la massification scolaire.
Sous la Quatrième République, le Centre régional des œuvres universitaires et scolaires est créé par la loi du 16 avril 1955. Elle lui donne mission de passer des conventions avec les rectorats universitaires pour la gestion, par le CROUS, des restaurants universitaires jadis gérés par des associations estudiantines.
Jusqu'aux années 1980, le développement de cette forme de restauration se développe dans de nombreuses universités. Entre 1990 et 1995, 10 000 nouvelles places sont créées chaque année. En 1995, 28 CROUS gèrent 270 restaurants universitaires, pour 74 millions de repas servis par an. 14 restaurants universitaires sont agréés par le CROUS sans être gérés par lui.
En 2017, les restaurants universitaires du CROUS proposent un plat végétarien. Cette décision s'inscrit dans le cadre d'une volonté du CROUS de diversifier l'offre de plats. Le CROUS crée par ailleurs plus de 80 foodtrucks.
En juillet 2020, le Premier ministre, Jean Castex, annonce dans son discours de politique générale qu'à partir de la rentrée 2020, les étudiants boursiers paieront leur repas 1 €. Cette mesure fait suite à la mobilisation contre la précarité étudiante initiée à la suite de l'immolation d'Anas K., membre de Solidaires étudiant-e-s, précarité accentuée par la crise du Covid-19 comme le montre l'Observatoire national de la vie étudiante. Elle est saluée par les organisations étudiantes, certains la jugeant pour autant insuffisante.
Cette mesure est étendue à l'ensemble des étudiants en janvier 2021, après le cri de détresse d'étudiants qui dénoncent le silence du gouvernement, et demandent la réouverture progressive des universités ainsi que des mesures de soutien,. À la rentrée 2021, les repas à 1 € ne sont plus que pour les étudiants boursiers et pour les étudiants non-boursiers en situation de précarité. Pour les autres étudiants, le repas s'élève à 3,30 €.

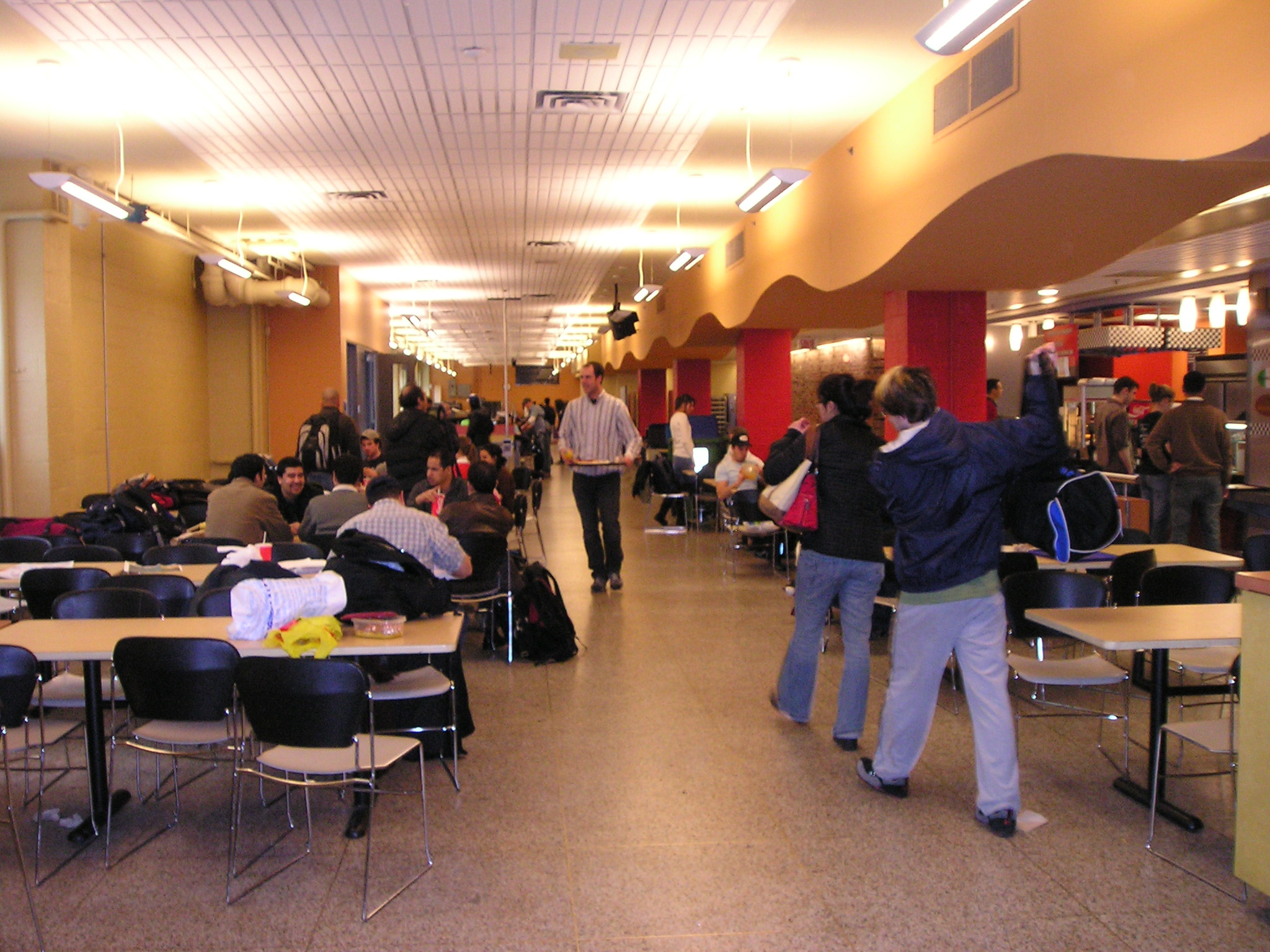
Cafétéria de Polytechnique Montréal.

## En France

### Structure

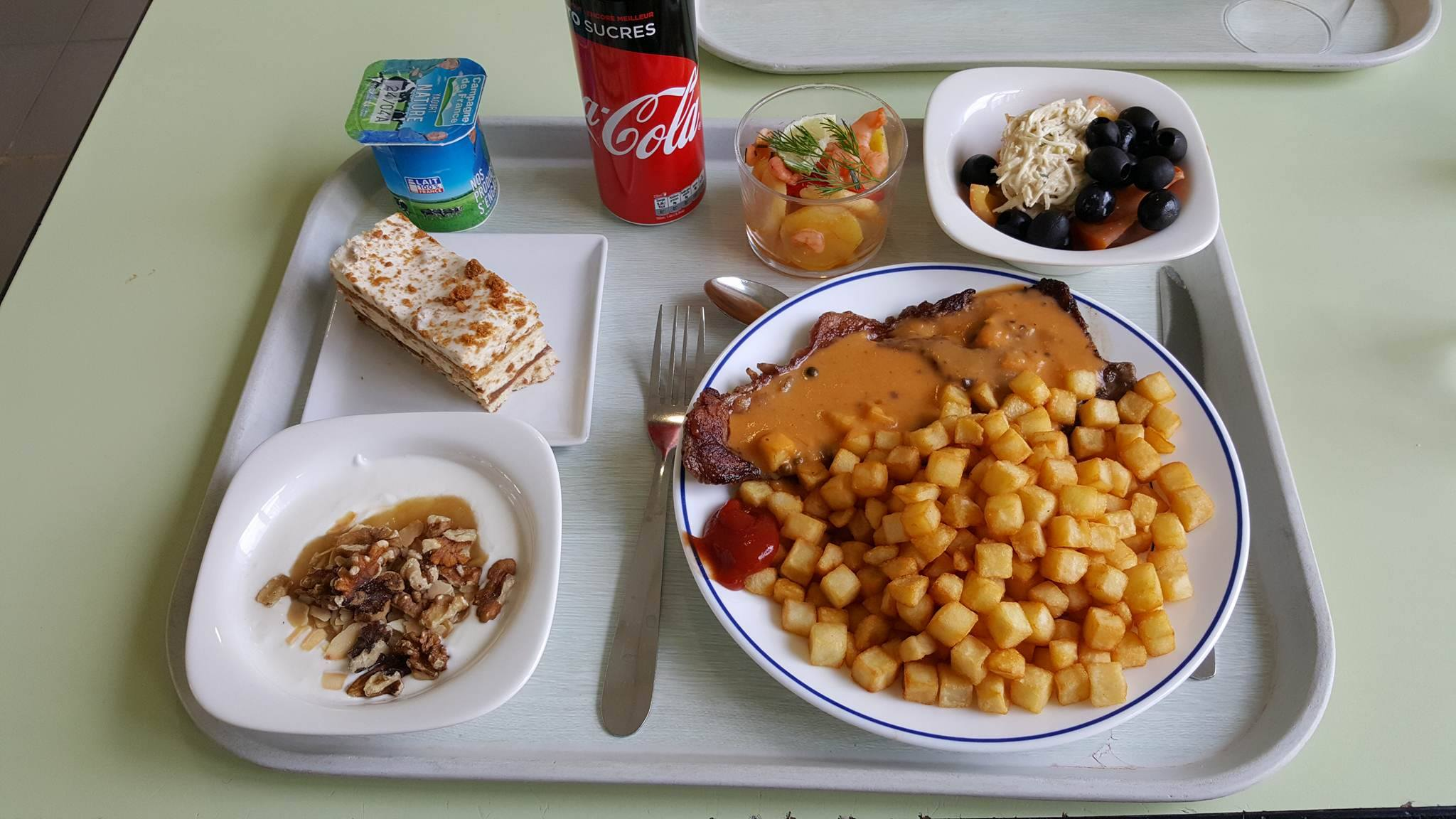
Plateau d'un étudiant au restaurant universitaire d'HEC Paris.

Le CROUS a vocation à proposer aux étudiants des repas à un tarif fixé au niveau national et qui assure que chacun puisse se restaurer avec de l'alimentation de qualité à bas prix. Le paiement s’effectue directement à la caisse avec Izly (soit avec la carte étudiant avec la fonction « sans contact », soit avec un code QR généré par l’application) ou en espèces, bien que certains restaurants ne les acceptent plus. En 2021, la France compte 801 points de vente.
Début 2025, les restaurants universitaires, subventionnés par l'État, sont majoritairement gérés par 26 CROUS et supervisés par le CNOUS avec environ 940 points de distribution dans 186 villes. Ces établissements publics, sous la tutelle de l'État, proposent des repas au prix de 3,30 € (tarif pour l'année 2019–2020). Au moins 20 % des produits sont achetés au niveau local. Les deux tiers des étudiants utilisent ce service.
Il existe dans certaines villes des restaurants universitaires agréés par le CROUS mais gérés par des entités privées, par exemple à Strasbourg.

### Prix du repas
Le prix d'un repas évolue régulièrement. En 1974, il était de 2,45 francs, et de 1,60 francs en 1968. En 2013, il est de 3,1 €, et de 3,3 € à partir de 2019.
| Année | Prix ticket RU   |
| ----- | ---------------- |
| 1990  | 1,60 € (10,50 F) |
| 1991  | 1,75 € (11,50 F) |
| 1992  | 1,83 € (12,00 F) |
| 1993  | 1,87 € (12,30 F) |
| 1994  | 1,94 € (12,70 F) |
| 1995  | 2,01 € (13,20 F) |
| 1996  | 2,09 € (13,70 F) |
| 1997  | 2,15 € (14,10 F) |
| 1998  | 2,21 € (14,50 F) |
| 1999  | 2,27 € (14,90 F  |
| 2000  | 2,33 € (15,30 F) |
| 2001  | 2,40 € (15,75 F) |
| 2002  | 2,50 €           |
| 2003  | 2,60 €           |
| 2004  | 2,65 €           |
| 2005  | 2,70 €           |
| 2006  | 2,75 €           |
| 2007  | 2,80 €           |
| 2008  | 2,85 €           |
| 2009  | 2,90 €           |
| 2010  | 3,00 €           |
| 2011  | 3,05 €           |
| 2012  | 3,10 €           |
| 2013  | 3,15 €           |
| 2014  | 3,20 €           |
| 2015  | 3,25 €           |
| 2019  | 3,30 €           |

Le modèle économique du restaurant universitaire public est intrinsèquement déséquilibré, car le prix facturé aux étudiants est inférieur à la moitié du coût réel du repas. En 2013, un rapport sur la restauration universitaire estime le coût réel d'un repas compris entre 6 et 6,5 €. En 2021, le prix du repas est situé entre 7 et 8 €.

### Organisation interne
Les restaurants universitaires ont à leur tête un directeur et un adjoint selon la taille du ou des restaurants gérés, aussi appelé DUG (directeur d'unité de gestion) ou gestionnaire. Si le personnel de direction et d'administration est issu de la fonction publique d'État, les emplois de caisse, de responsable de l'approvisionnement, de plonge et de cuisine sont assurés par des « personnels ouvriers » (qui sont des agents non titulaires de droit public) avec à leur tête un chef cuisinier. Les « personnels ouvriers » doivent devenir des fonctionnaires à partir de janvier 2018. Des vacataires étudiants, aux contrats de durée inégale (souvent trois mois) viennent renforcer les équipes pendant les pics d'activité.
Les restaurants sont composés d'un bureau d'administration, d'un bureau de gestion des cartes de paiement Izly, d'une ou de plusieurs cuisines, de plusieurs guichets et caisses.
Les CROUS ont supprimé l'usage du ticket de resto U au profit du porte monnaie électronique Izly (anciennement Moneo qui n'existe plus) qui a l'avantage de pouvoir s'intégrer aux cartes des universités proposant des services complémentaires aux étudiants (accès à la bibliothèque, accès aux photocopieuses, accès aux salles de sport, salles informatiques, etc.).
Certains restaurants universitaires fournissent des repas élaborés à partir de produits agricoles issus de l'agriculture biologique commercialement certifiée, tous les jours ou de manière ponctuelle comme à Rennes et Aix-en-Provence.

## Aux États-Unis
Aux États-Unis, la restauration universitaire est majoritairement géré par des organismes privés. Certaines universités proposent néanmoins un service de restauration sous forme de cafétéria. Le prix d'un repas tourne autour d'une dizaine de dollar,.